# Johanniterbrücke
Die Johanniterbrücke ist die drittälteste Rheinbrücke der Schweizer Stadt Basel.

## Erste Brücke

Barrikade an der deutsch-schweizerischen Grenze bei der Johanniterbrücke in Basel, Division 4, 1914–1918 (Blick Richtung Grossbasel)

Durch einen Volksentscheid wurde im Juni 1877 der Bau einer dritten, der unteren Rheinbrücke beschlossen. Die Eisenbrücke wurde innert zweier Jahre gebaut und konnte am 15. Juli 1882 eröffnet werden. Sie lag nicht so hoch wie der obere Rheinübergang am Harzgraben, die Wettsteinbrücke, beeindruckte aber die Beschauer. 
Die Brücke war 225,32 Meter lang, hatte eine Breite von 12,60 Metern und wurde von vier kräftigen, steinernen Pfeilern aus Laufener Kalkstein getragen. Ein elegantes Geländer und die Laternenträger vervollständigten den Schmuck der imposanten Brücke. 
Ab 1924 trug die Johanniterbrücke auch eine doppelspurige Strassenbahn.

## Zweite Brücke
1964 entschloss sich der Grosse Rat zu einem Neubau der Johanniterbrücke. Zwischen 1965 und 1967 wurde die Spannbetonbalkenbrücke links und rechts der alten Brücke neu gebaut und darauf, nach Abbruch der alten Brücke, auf die zwei neuen Strompfeiler eingeschoben. Es war die erste grosse Brücke der Schweiz, die im Freivorbau errichtet wurde. Die Hauptöffnung hat eine Stützweite von 137,3 Metern. Auf der neuen Brücke findet kein Tramverkehr statt, allerdings führten zwischen 1968 und 2004 die Oberleitungen des Basler Trolleybusses über die Brücke.